# اليزدانية

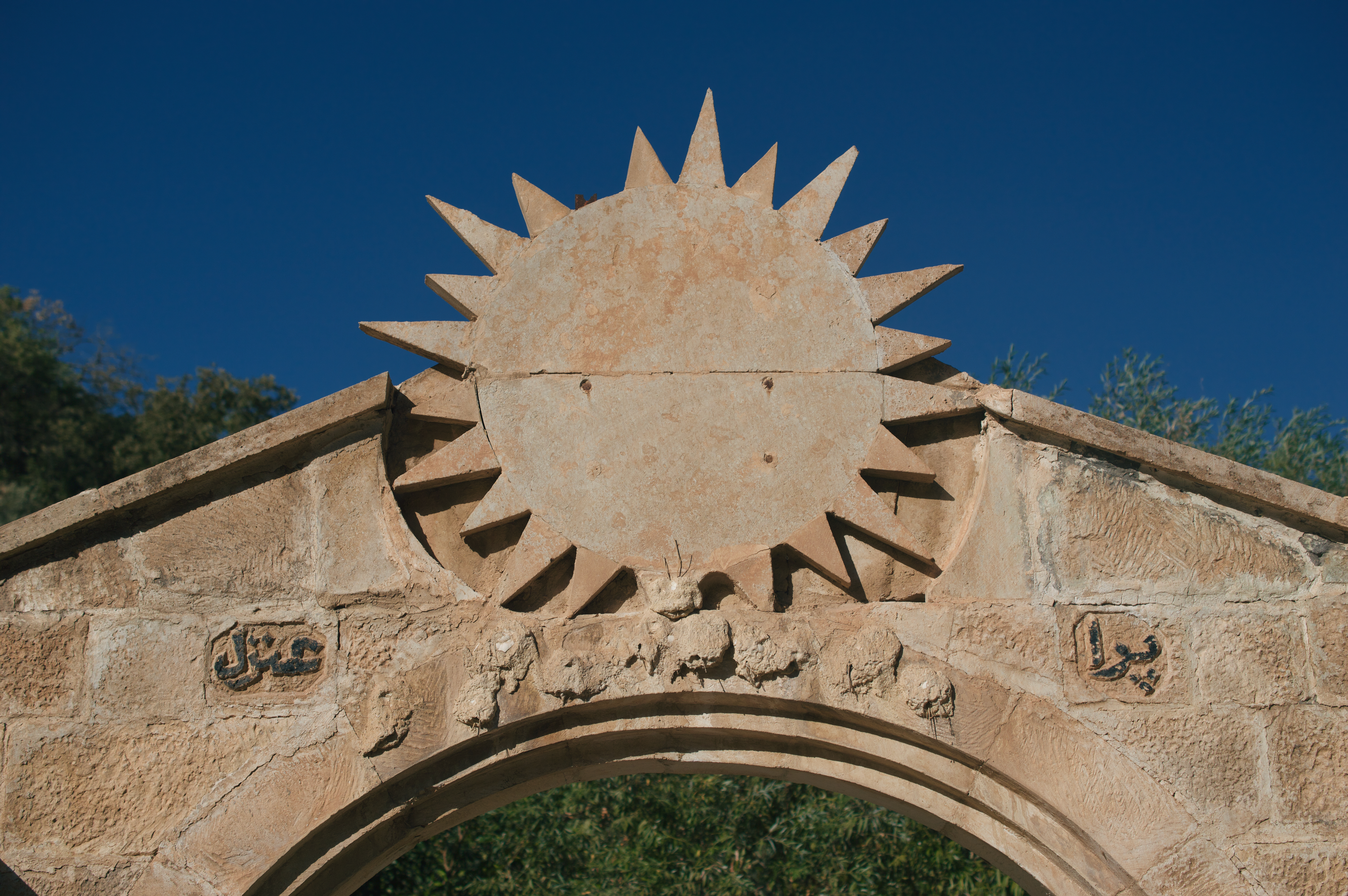

اليزدانية، أو مقدسين الملائكة، هي ديانة أصلية مقترحة قبل الإسلام للأكراد. تم تقديم المصطلح من قبل الباحث الكردي مهرداد إيزادي لتمثيل ما يعتبره الدين «الأصلي» للأكراد.
وفقًا لإيزادي، فإن اليزدانية مستمرة الآن في الطوائف اليزيدية، الارسانية، وإيشك العلوية. التقاليد الثلاثة المدرجة تحت مصطلح يزدانية تمارس في المقام الأول في المجتمعات المعزولة نسبيا. من خراسان إلى الأناضول وأجزاء من غرب إيران.
لقد وجد مفهوم اليزدانية إدراكًا واسعًا داخل الخطابات القومية الكردية وخارجها، ولكن تم الاعتراض عليها من قبل علماء معترف بهم آخرين من الديانات الإيرانية. ومع ذلك، هناك أوجه تشابه «مذهلة» و «لا لبس فيها» بين اليزيديين وياريسان أو أهل الحق، يمكن إرجاع بعضها إلى عناصر من دين قديم ربما كان سائدًا بين الإيرانيين الغربيين وشبه بممارسات الديانة الميثراكية قبل الزرادشتية. يعرّف مهرداد إيزادي اليزدانية على أنها ديانة حورية قديمة ويصرح بأن ميتاني كان بإمكانه إدخال بعض التقاليد الفيدية التي تبدو واضحة في اليزدانية.